# Xian de Xiangcheng (Sichuan)
Pour les articles homonymes, voir Xiangcheng (homonymie).

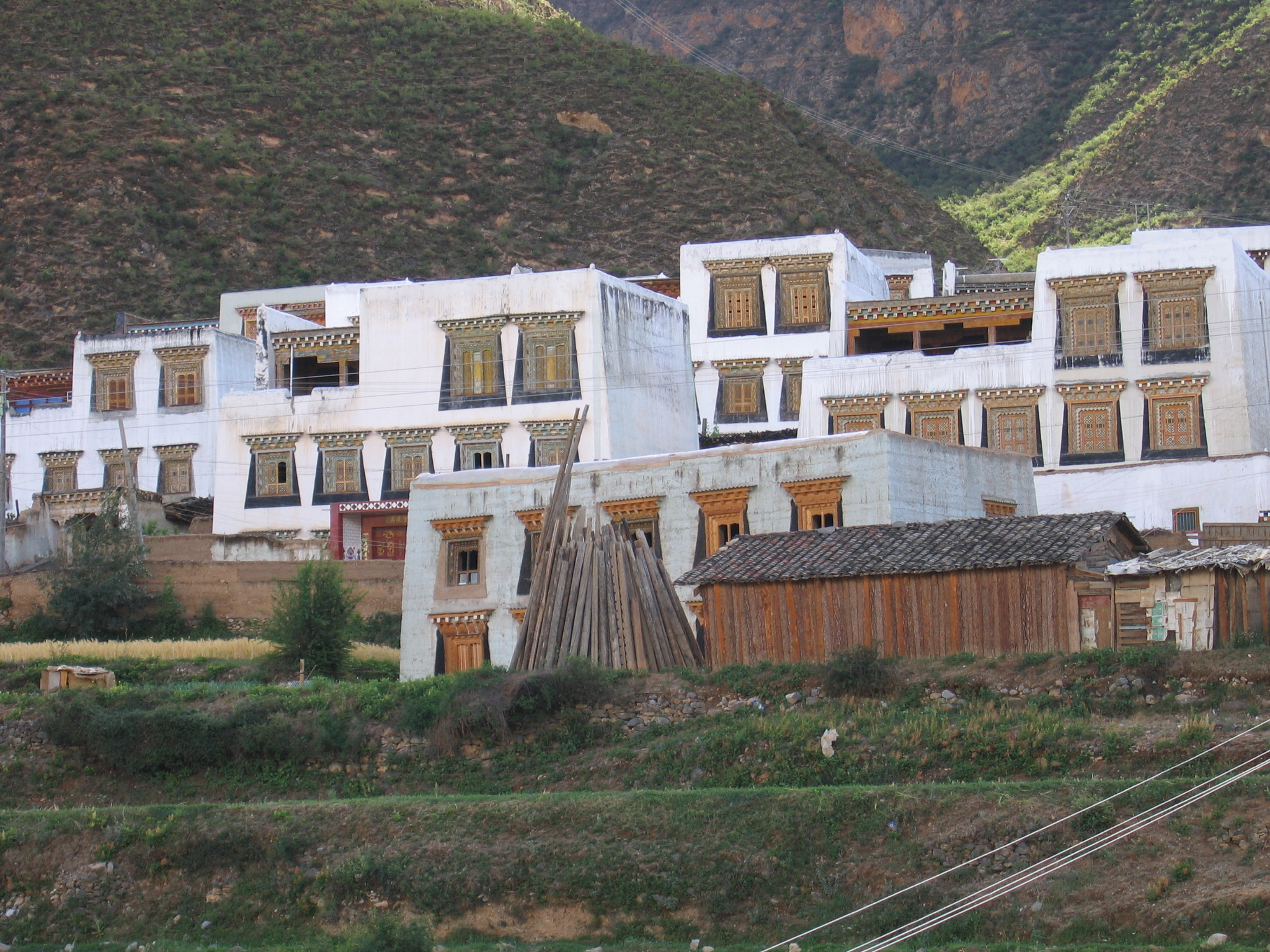
Maisons tibétaines dans le xian de Xiangcheng

Le xian de Xiangcheng (乡城县 ; pinyin : Xiāngchéng Xiàn) est un district administratif de la province du Sichuan en Chine. Il est placé sous la juridiction de la préfecture autonome tibétaine de Garzê.

## Démographie
La population du district était de 26 102 habitants en 1999.